# Ребекка Мілетт
Ребекка Дж. Мілетт (нар. 5 жовтня 1962) — американський політичний діяч з міста Мен. Член сенату від 29 округу, представляє Саут-Портленд, Кейп Елізабет, та Скарборо. Протягом 2004-2010 працювала в школі Кейп Елізабет. Вийграла прймеріз на виборах до сенату від 29 округу обігнавши Брайана Каєнрата в червні 2012 року.
Мілетт виросла в Портленді та була ученицею місцевої школи. Має ступінь бакалавра та спеціаліста, отримавши в Американському університеті,  та ступінь Магістра ділового адміністрування вивчившись в Чиказькому університеті.